# NGC 7211
NGC 7211 is een lensvormig sterrenstelsel in het sterrenbeeld Waterman. Het hemelobject werd op 3 augustus 1864 ontdekt door de Duitse astronoom Albert Marth.

## Synoniemen
- NPM1G -08.0602
- PGC 68033